# Merope (supercomputadora)
Merope fue un clúster compuesto por procesadores Intel Xeon X5670 (Westmere) reutilizados que alguna vez fueron parte de la supercomputadora Pleiades. El sistema se utiliza tanto para ejecutar trabajos computacionales del mundo real para científicos e ingenieros de la NASA, como para fines de prueba. Está ubicado en un centro de procesamiento auxiliar localizado a aproximadamente 1 kilómetro de la instalación NAS en el Centro de Investigación Ames de la NASA.
Su nombre corresponde a una de las siete estrellas que componen el cúmulo abierto de Pléyades en la constelación de Tauro.